# Palace Hotel (Film)
Palace Hotel ist ein Schweizer Film aus dem Jahr 1952. Der Film handelt von den persönlichen Dramen und Intrigen des Personals und der Gäste eines international bekannten Hotels. In Deutschland lief der Film unter dem Titel Palast Hotel.

## Handlung
Das Palace Hotel eröffnet die Wintersaison. Der Hoteldirektor ist geschäftlich in die USA verreist und hat die Leitung des Hotels seiner Frau übertragen. Sie versteht zwar einiges von der Hotelbranche, stösst aber bei der Personalführung an ihre Grenzen. Zum Saisonstart trifft Fredy Kehl ein, der früher im Hotel als Hilfskoch gearbeitet hatte, um die ihm zugesagte Stelle als Kellner anzutreten. Die Direktorin ignoriert aber dessen hervorragendes Zeugnis der Hotelfachschule und steckt ihn wieder in die Küche, mit der Begründung, er könne kein Italienisch.
Fredy lernt das hübsche italienische Zimmermädchen Speranza kennen und nimmt bei ihr Italienischunterricht. Die beiden verlieben sich und werden ein Paar. Speranza schwärmt über Fredy bei ihrer Arbeits- und Zimmerkollegin Emilie. Tags darauf taucht unerwartet Emilies Sohn Walter im Hotel auf. Wie sich herausstellt, hat er bei einem Botengang für seinen Lehrbetrieb «Weinhandlung Gebrüder Caprez» eine Aktenmappe mit über 1'800 Franken verloren, die jetzt von Emilie zurückgefordert werden. Emilie wendet sich in ihrer Not an Konsul Rainer und dessen Frau, die seit vielen Jahren Stammgäste im Hotel sind. Der Konsul kann die Forderung der Weinhandlung nicht nur auf 1'000 Franken herunter handeln, sondern streckt der mittellosen Emilie auch das Geld vor. Emilie hat damit gegen die Vorschriften der Direktion verstossen und muss mit ihrer fristlosen Entlassung rechnen, wenn herauskäme, dass sie von einem Gast Geld geborgt hat.
Auch Oberheizer Hunziker hat Geldsorgen. Er hat aus der Vereinskasse Geld veruntreut und muss dieses bis Jahresende wieder in die Kasse legen. Andernfalls hat ihm der Vereinspräsident Buol angedroht, die Sache dem Vorstand zu unterbreiten.
Die Vorbereitungen für die Silvesterfeier laufen auf Hochtouren. Wegen gesundheitlicher Probleme Staubs geht Fredys Traum doch noch in Erfüllung: Er wird zum Kellner in die Beletage befördert. Als im Zimmer des Gastes Dr. Suvalà 300 US-Dollar verschwinden, will die Direktorin nicht die Polizei verständigen, sondern führt selber eine Untersuchung beim Personal durch. Dabei findet sie bei Emilie eine Posteinzahlungsquittung über 1'000 Franken (300 US-Dollar entsprachen nach dem Wechselkurs von 1952 etwa 1'600 Franken). Als Emilie nicht erklären will, wie sie zu diesem Geld gekommen ist, scheint der Fall für die Direktorin klar: Emilie ist die Diebin. Wütend will sie sie zuerst fristlos entlassen, besinnt sich dann aber auf Intervention Staubs eines Besseren und versetzt sie zur Strafe in die Küche. Emilie trägt ihr Schicksal mit Würde.
Walter darf im Hotel bleiben und beim Kellermeister Loosli eine Lehre beginnen. Als im Weinkeller Geld gestohlen wird, gerät er unter Verdacht. Dieser Verdacht wird an der von Staub einberufenen Personalversammlung von Hunziker gezielt geschürt. Als Emilie ihren Sohn zur Rede stellt, wird klar, dass sich die beiden fremd sind und kein Vertrauensverhältnis zwischen ihnen besteht. Die Auseinandersetzung gipfelt im Vorwurf Emilies, Walter könnte der gleiche Lügner sein, wie sein verstorbener Vater.
Loosli und Giachem sind von der Unschuld Walters und Emilies überzeugt. Giachem erinnert sich an eine Methode, wie man einen Dieb überführen kann. In detektivischer Manier legt er Geld als Köder aus. Die Noten sind mit einer chemischen Substanz so präpariert, dass jeder, der sie berührt, schwarze Hände bekommt. Der Dieb tappt zwar in die Falle, bleibt aber vorerst unerkannt.
Fredy bedient auf der Beletage auch die schöne Madame Perrot. Sie bewohnt das Zimmer 127, welches beim Personal als «Standesamt» bekannt ist, weil schon zweimal Damen aus diesem Zimmer junge Kellner weggeheiratet haben. Als sie Fredy zum Schlittschuhlaufen einlädt, macht sich dieser Hoffnungen auf die schöne Französin. Speranza beobachtet die beiden zufällig auf der Eisbahn und macht Fredy eine Szene. Die beiden trennen sich. Die Hoffnungen Fredys zerschlagen sich, als der Ehemann von Madame Perrot im Hotel eintrifft. Als sich der hochstaplerische Dr. Suvalà an Speranza heranmachen will, ruft sie Fredy zu Hilfe, und es kommt zu einer handgreiflichen Auseinandersetzung zwischen den Männern.
Staub erleidet eine Blutung am Bein und muss notfallmässig ins Krankenhaus eingeliefert werden. Seine Tochter erhält später einen Telefonanruf aus dem Krankenhaus, dass sie sofort zu ihrem Vater kommen müsse. Es steht offenbar nicht gut um Staub.
Rechtzeitig vor Neujahr kann der Dieb von Loosli und Giachem entlarvt und das Geld sichergestellt werden. Die Direktorin holt Emilie persönlich vor Augen des übrigen Personals aus der Küche und setzt sie wieder in der Etage ein. Fredy und Speranza versöhnen sich.

## Figuren und Besetzung
Hotelpersonal
- Fredy, gespielt von Paul Hubschmid möchte aufsteigen vom Hilfskoch zum Kellner. Dafür hat er eine Weiterbildung besucht und mit Auszeichnung abgeschlossen. Weil er kein Italienisch spricht, steckt ihn die Hoteldirektorin trotzdem wieder in die Küche.
- Emilie, gespielt von Käthe Gold, arbeitet als österreichisches Zimmermädchen im Hotel. Sie ist verwitwet und hat einen Sohn, der plötzlich bei ihr im Hotel auftaucht und sie in grosse finanzielle Schwierigkeiten bringt.
- Speranza, gespielt von Liliana Tellini, ist ein italienisches Zimmermädchen, das Fredy Italienischunterricht gibt und mit ihm eine Beziehung eingeht.
- Die Hoteldirektorin, gespielt von Anne-Marie Blanc, leitet als perfekte Dame das Hotel in der Abwesenheit ihres Mannes, der in die USA verreist ist. Wegen verschiedener Gelddiebstähle und den damit verbundenen Intrigen beim Personal stösst sie an ihre Grenzen und zweifelt, ob sie am rechten Platz sei.
- Staub, gespielt von Emil Hegetschweiler, arbeitet seit 34 Jahren im Hotel, und ist so etwas wie die gute Seele des Hauses. Seine Kolleginnen und Kollegen bringen ihm grossen Respekt entgegen. Leider hat er schwere gesundheitliche Probleme.
- Hunziker, gespielt von Max Haufler, ist der brummige Oberheizer des Hotels, der Geld aus der Vereinskasse veruntreut hat und deswegen vom Vereinspräsidenten Buol, gespielt von Schaggi Streuli, unter Druck gesetzt wird. Es muss das fehlende Geld noch im alten Jahr auftreiben.
- Walter, gespielt von Otto Zehnder, ist Emilies Sohn. Er taucht unerwartet bei seiner Mutter auf und bringt sie damit in grosse Schwierigkeiten.
- Giachem, gespielt von Zarli Carigiet, ist der Konditor des Hotels und vor allem beim weiblichen Personal beliebt, weil er sie gerne mit Süssigkeiten verwöhnt. Er ist der einzige Bündner unter dem Personal.
- Loosli, gespielt von Gustav Knuth, ist der Kellermeister des Hotels mit dem Herz auf dem richtigen Fleck. Er nimmt Walter nicht nur in die Lehre und verteidigt ihn und seine Mutter gegen alle Verdächtigungen, sondern kann schliesslich auch den Dieb überführen.
- Jerôme Leblanc, gespielt von Alfred Rasser, ist seit 21 Jahren der cholerische Küchenchef des Hotels. Er lamentiert stetig über den herrschenden Personalmangel in der Küche und rastet aus, als Fredy in die Etage versetzt wird.

Gäste
- Herr Konsul und Frau Konsul Rainer, gespielt von Heinz Woester und Else Bötticher, sind Stammgäste im Hotel. Die tödliche Krankheit hat den Konsul gezeichnet. Da ihm die Ärzte bestenfalls noch ein Jahr zu Leben geben, dürfte dies sein letzter Besuch im Hotel sein.
- Madame Perrot, gespielt von Claude Farell, ist ein Stammgast im Hotel, die zum ersten Mal ohne ihren Ehemann angereist ist.
- Dr. Suvalà, gespielt von Lukas Ammann, ist ein zwielichtiger Gast, der immer wieder unter neuem Namen und mit anderem Reisepass im Hotel nächtigt.

## Produktion und Veröffentlichung
Eigentlich hätte Max Ophüls «Palace Hotel» nach einem Drehbuch von Richard Schweizer inszenieren sollen. Als dieser im letzten Moment aus Termingründen absagen musste, sprangen der Schauspieler Leonard Steckel und der Kameramann Emil Berna für ihn ein. Unter ihrer Regie entstand ein charakteristischer Schweizer Film mit Spitzenbesetzung.
Die Sprache des Films ist eine Mischung aus Hochdeutsch und Schweizerdeutsch. Sie wurde offenbar wegen der internationalen Besetzung gewählt; zumindest finden sich Hinweise darauf im Originalmanuskript des Films. Als Atelier diente das Studio Bellerive in Zürich. Die Aussenaufnahmen wurden in St. Moritz gedreht und zeigen das Grand Hotel Palace und seine Umgebung. Die Bauten schufen Jean d’Eaubonne und Adolf Rebsamen, die Produktionsleitung übernahmen Oscar Düby und Uors von Planta. Der Verleih erfolgte über die Praesens-Film AG, Zürich. Der Film startete am 14. April 1952 in den Schweizer Kinos. In Deutschland war er erstmals am 29. August 1952 in Frankfurt am Main zu sehen.
Die bekannte Sängerin Lys Assia interpretierte Walter Baumgartners eigens komponierten Schlager «Das Glück ist nicht aus dieser Welt». Dank seiner populären und internationalen Besetzung wurde der Film erfolgreich ins Ausland verkauft. 
Der Film liegt seit 2014 in einer von Schweizer Radio und Fernsehen (SRF) und dem Schweizer Filmarchiv restaurierten Fassung vor. Nachdem die Originalnegative durch chemische Prozesse zerstört waren, musste auf spätere Negativ- und Positivkopien zurückgegriffen werden. Im Rahmen des Zurich Film Festival im September 2014 wurde diese neue Fassung zum ersten Mal im Kino gezeigt und lief seither auch im Programm von SRF.

## Auszeichnungen
- Die FBL verlieh dem Film das Prädikat wertvoll.
- Von der Evangelischen Filmgilde wurde der Film als „bester Film des Monats“ (Oktober 1952) empfohlen.

## Kritiken
«Ein gut angelegter, künstlerischer Unterhaltungsfilm mit grossartigen schauspielerischen Leistungen und einer von den Regisseuren Leonhard Steckel und Emil Bernhard liebevoll herausgearbeiteten, schönen Menschlichkeit. Echte Gestalten des Lebens werden auf die Leinwand geworfen.» (Rudolf Brendemühl, Telegraf, 29. Oktober 1952)
«In einem international bekannten Hotel durchlebt das mit Saison-Vorbereitungen beschäftigte Personal persönliche Dramen und Intrigen. Das schwere Los des Zimmermädchens Emilie, das Streben nach Erfolg des Kellners Fredy und die feucht-fröhlichen Abenteuer des Kellermeisters Loosli werden durch eine spannende Kriminalhandlung miteinander verflochten und runden sich zum humorvollen Bild vom Leben der dienstbaren Geister im Palace Hotel.» (Lichtspiel Bern, März 2015)